# 1261
Évszázadok: 12. század – 13. század – 14. század
Évtizedek: 1210-es évek – 1220-as évek – 1230-as évek – 1240-es évek – 1250-es évek – 1260-as évek – 1270-es évek – 1280-as évek – 1290-es évek – 1300-as évek – 1310-es évek
Évek: 1256 – 1257 – 1258 – 1259 –  1260 – 1261 – 1262 – 1263 – 1264 – 1265 – 1266

## Események
- január – IV. Sándor pápa kiátkozza a flagellánsokat.
- március 31. – IV. Béla és V. István békét kötnek II. Ottokárral. Ebben lemondanak a Stájerország iránti igényükről.
- július 25. – VIII. Mikhaél visszafoglalja Konstantinápolyt és újjászervezi a Bizánci Császárságot.
- augusztus 15. – VIII. Mikhaélt bizánci császárrá koronázzák (1282-ig uralkodik).
- augusztus 29. – IV. Orbán pápa trónra lépése (1264-ig uralkodik).[1]

## Születések
- február 11. – Wittelsbach Ottó magyar király, Alsó-Bajorország hercege († 1312)
- október 9. – Dénes portugál király († 1325)

## Halálozások
- május 25. – IV. Sándor pápa[2]
- július 2. – Benedek kalocsai, majd esztergomi érsek